# جورجیا کولمن
جورجیا کولمن (انگلیسی: Georgia Coleman؛ ۲۳ ژانویه ۱۹۱۲ – ۱۴ سپتامبر ۱۹۴۰) شیرجه‌رو اهل ایالات متحده آمریکا بود.
وی در مسابقات کشوری و بین‌المللی در مجموع برندهٔ ۱ مدال طلا، ۲ مدال نقره، ۱ مدال برنز شده‌است.